# Agriocnemis carmelita
Agriocnemis carmelita là một loài chuồn chuồn kim trong họ Coenagrionidae.
Agriocnemis carmelita được Selys miêu tả khoa học năm 1877.